# Celio Piccolomini
Celio Piccolomini, italijanski rimskokatoliški duhovnik, škof in kardinal, * 1609, Siena, † 24. maj 1681, Siena.

## Življenjepis
Leta 1656 je prejel duhovniško posvečenje; 16. oktobra je bil imenovan za naslovnega nadškofa Cezareje v Mavretaniji in 27. oktobra za apostolskega nuncija v Franciji (s tega položaja je odstopil avgusta 1663) in 29. oktobra 1656 je prejel škofovsko posvečenje.
14. januarja 1664 je bil povzdignjen v kardinala in imenovanl za kardinal-duhovnika S. Pietro in Montorio.
18. marca 1671 je bil imenovan za nadškofa Siene.